# Estilòfors
Els estilòfors (Stylophora) són una classe extinta d'equinoderms homalozous que van viure del Cambrià mitjà al Devonià mitjà.

## Característiques
Els estilòfors tenien simetria bilateral, per bé que sempre eren més o menys asimètrics. El cos, recobert de plaques de calcita i probablement flexible, tenia dues regions: la teca, ampla i deprimida, i l'aulacòfor, una espècie d'apèndix o braç terminal; en l'extrem oposat existia un orifici.
La teca tenia dues cares, una plana o lleugerament còncava i una altra convexa. L'apèndix estava solcat per un canal longitudinal i estava dividit en tres regions: una secció proximal ampla unida a la teca, una regió mitjana que s'estrenyia gradualment i una regió distal.

## Taxonomia
Els estilòfors inclouen dos ordres:
- Ordre Cornuta
- Ordre Mitrata